# Sex (livro)
Sex é um livro escrito pela artista estadunidense Madonna, com fotografias de Steven Meisel e Fabien Baron, lançado em 21 de outubro de 1992. O livro foi editado por Glenn O'Brien, e publicado pela Warner Books, Maverick Books, e Callaway Books. O livro apresenta conteúdo adulto, incluindo pornografia leve e simulações de atos sexuais, incluindo sadomasoquismo. As fotos do livro foram tiradas no início de 1992 em Nova Iorque e Miami, em locais como hotéis, teatros burlescos e as ruas da última citada. As fotografias foram inicialmente roubadas, mas foram rapidamente recuperadas.
O livro possui uma série de influências, incluindo iconoclastas do punk rock de modas anteriores, como Guy Bourdin e seu surrealismo e Helmut Newton com seu olhar sadomasoquista estilizado. O livro Sex possui fotografias que apresentam conteúdo adulto e pornográfico, bem como simulações de atos sexuais, incluindo o sadomasoquismo e sexo anal. Madonna escreveu o livro como uma personagem criada por ela, a "Mistress Dita", inspirada pela atriz dos anos 30 Dita Parlo. O livro também inclui participações especiais da atriz Isabella Rossellini, dos rappers Big Daddy Kane e Vanilla Ice, da modelo Naomi Campbell, do ator pornô gay Joey Stefano, do ator Udo Kier, da socialite Tatiana von Fürstenberg e da dona de boates Ingrid Casares.
A embalagem do livro é feita de alumínio, que foi uma ideia criada por Madonna, é encadernado em espiral e fechado em uma folha de Mylar. Devido à natureza escandalosa das fotografias e do caos da mídia em torno da visualização inicial do livro, Madonna não promoveu Sex, exceto em uma festa de pré-lançamento e em alguns especiais de televisão. Seus editores ficaram extremamente apreensivos sobre o lançamento, bem como o seu potencial comercial. Foi lançado praticamente junto com seu quinto álbum de estúdio Erotica, que foi lançado um dia antes. Em alguns casos, o disco vinha acompanhado do livro. Adicionalmente, o livro contém o single promocional "Erotic", que é uma versão reduzida da faixa "Erotica".
Extremamente controverso, o livro foi recebido negativamente por críticos e por fãs da cantora, que achavam que tinha ido longe demais. Apesar disso, foi um sucesso comercial, conseguindo vender mais de 150.000 cópias em seu dia de lançamento e liderou a lista dos livros mais vendidos, segundo o jornal The New York Times. Tornou-se um dos livros mais procurados após ser retirado das lojas. Ao longo dos anos, a recepção crítica em relação ao livro Sex tornou-se positiva, com acadêmicos julgando o livro, bem como este período especial da vida de Madonna, que foi julgado como "uma das fases mais marcantes da artista". O livro é conhecido por seu impacto na sociedade, na cultura e na própria Madonna, e é considerado um projeto corajoso, pós-feminista e uma obra de arte.

## Antecedentes e desenvolvimento
De acordo com Giselle Benatar, da revista Entertainment Weekly, Madonna surgiu com duas ideias para o livro. A primeira delas é a de que ela havia concebido a ideia de um livro erótico durante as gravações do filme A League of Their Own. A segunda ideia é a de que Judith Regan — vice-presidente e editora-chefe da Simon & Schuster — voou para Los Angeles em março de 1991 para se encontrar com Madonna e seu empresário Freddy DeMann com uma proposta de um conjunto de fotos eróticas. A cantora havia inicialmente verificado se Regan tinha abordado outras celebridades com esse conceito, pois Madonna estaria interessada fazer parte disso apenas se fosse uma ideia original. No final da reunião, Madonna concordou "em princípio" para fazer um livro chamado Madonna's Book of Erotica and Sexual Fantasies. Ela disse à Regan que DeMann iria chamá-la para trabalhar os detalhes sobre o livro. No entanto, Madonna nunca entrou novamente em contato com Regan, que assumiu que a cantora não queria prosseguir com a ideia. Liz Rosenberg, assessora de Madonna, nunca confirmou nem negou tais alegações, mas de acordo com Benatar, Madonna começou a trabalhar no livro antes de se envolver nas gravações do filme A League of Their Own. Incialmente, a Warner Bros. Records e os diretores executivos da Time Warner estavam relutantes em permitir Madonna a publicar um livro, mas finalmente conceberam a ideia. Entretanto, Madonna foi forçada a assinar um contrato que a proibiu de mostrar pornografia infantil, bestialidade e imagens religiosas. Pouco depois de assinar este acordo, Madonna fundou a Maverick, uma empresa de entretenimento multimídia. Desde esse contrato, que dizia que ela tinha total controle artístico sobre qualquer trabalho lançado pela Maverick, o acordo que ela havia assinado com a Time Warner sobre o que não fazer no livro Sex tornou-se obsoleto.

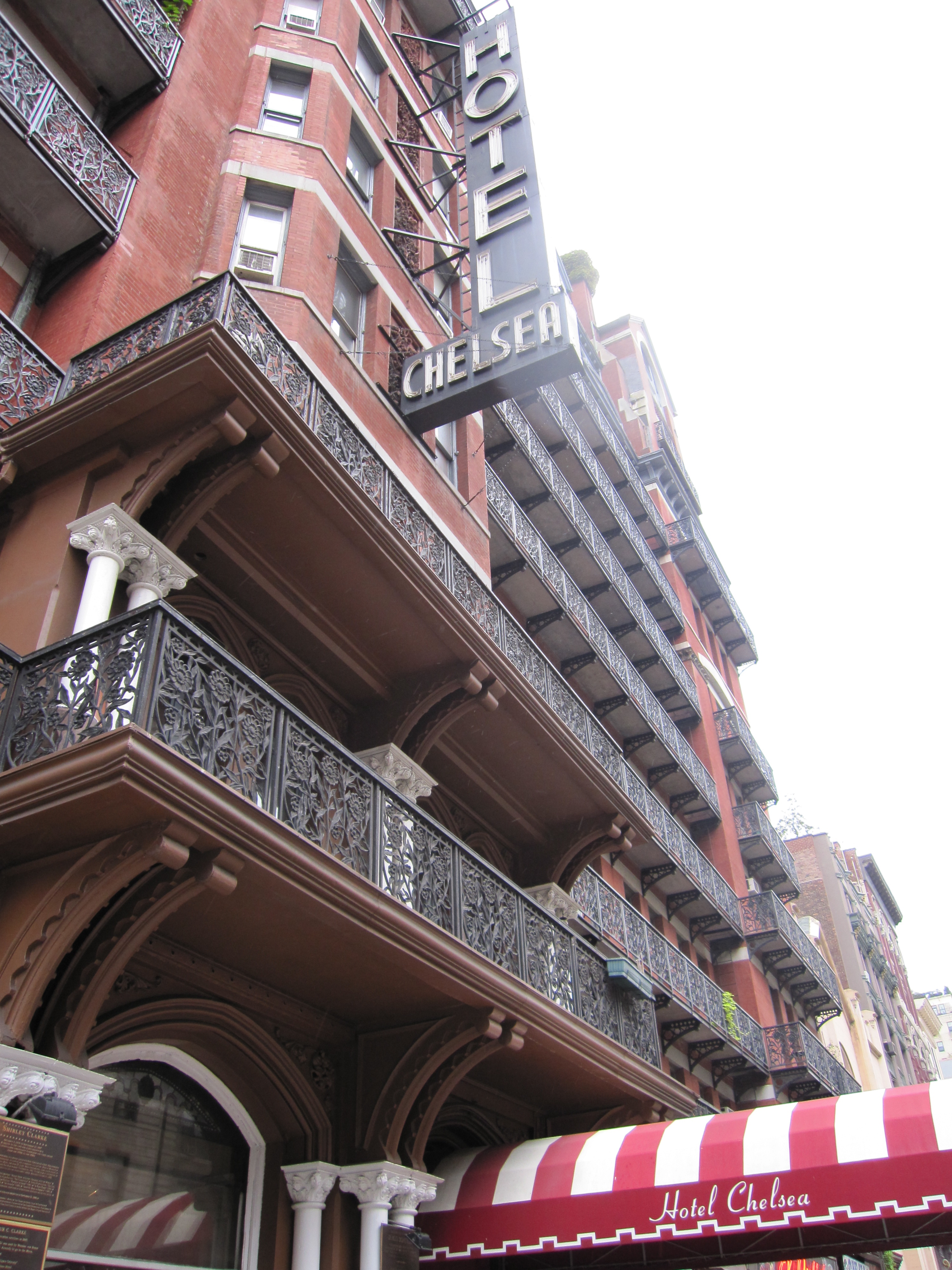
Um dos locais das sessões de fotos do livro foi o Hotel Chelsea (imagem).

O título do livro seria X, mas Madonna mudou de ideia quando o filme Malcom X começou a ser divulgado. (O filme foi lançado três semanas depois do livro.) Ela disse para a revista Vogue: "Este é realmente um bom símbolo, e eu pensei nisso antes." A Warner Bros. comentou que o livro Sex foi muito difícil de ser produzido, exigindo contribuições de muitas empresas gráficas e de diferentes editoras. A gravadora também afirmou que, a fim de gerar qualquer lucro, o livro teria que vender pelo menos 350 mil cópias. Madonna contratou alguns talentos para o desenvolvimento do livro, e contou com a ajuda de amigos que trabalhavam na indústria musical, no cinema e na indústria da moda. A cantora contratou Fabien Baron como o diretor de arte, o fotógrafo de moda Steven Meisel, a editora Glenn O' Brien, o maquiador François Nars e o estilista capilar Paul Cavaco. O livro Sex teve diversas influências, incluindo iconoclastas do punk rock de modas anteriores, como Guy Bourdin e seu surrealismo e Helmut Newton com seu olhar sadomasoquista estilizado. Madonna originalmente queria que o livro fosse de uma forma oval, a fim de simular um preservativo, mas a impressão e a fabricação de tal livro teria sido muito caro. Meisel comentou que "Madonna e eu pudemos nos manter uns com os outros" e que "eu estou fazendo coisas para fazer as pessoas pensarem muito. Não é realmente para antagonizar ou apertar botões das pessoas. É realmente uma forma de apresentar uma outra maneira de ver as coisas (...)".
A maioria das fotos foram tiradas no formato de Super 8, e a maioria das sessões de fotos aconteceram em Nova Iorque e em Miami. Os locais em Nova Iorque incluem o Hotel Chelsea e o teatro burlesco masculino Gaiety (alguns dançarinos do teatro participaram de uma das sessões de fotos do livro), enquanto que em Miami a maioria das sessões foram filmadas em uma casa que Madonna havia comprado pouco antes de iniciar o projeto, bem como várias praias e ruas. Em uma manhã das sessões de fotos, Madonna estava empinada em torno de sua casa de 14 quartos em Miami completamente nua, e alguém sugeriu que ela saísse brincando na rua, e em seguida, de acordo com Baron, "a próxima coisa que está na rua são carros que gritaram a uma parada, os motoristas assobiaram, e um ciclista em transe caiu da bicicleta". Este foi apenas um dos muitos episódios loucos que aconteceram durante a filmagem do livro. De acordo com Baron, durante as sessões de fotos, "[Madonna] queria fazer algo louco e então nós chegamos a algo ainda mais louco". Uma das fotografias mais chocantes feitas para o livro, que contou com duas mulheres em uma traje pós-punk flanqueando Madonna com um delas segurando uma faca na virilha de Madonna, foi excluída do livro por ter sido considerada "muito violenta". Em outro ponto, enquanto o livro estava sendo produzido, algumas das fotografias foram roubadas, mas foram rapidamente recuperadas pelo FBI. De acordo com a revista New York, havia cerca de 80 mil fotografias tiradas para o livro, mas apenas um punhado estiveram na seleção final. A impressão do livro foi prorrogada por 15 dias, fazendo com que o processo de produção total durasse cerca de oito meses.

## Designe conteúdo

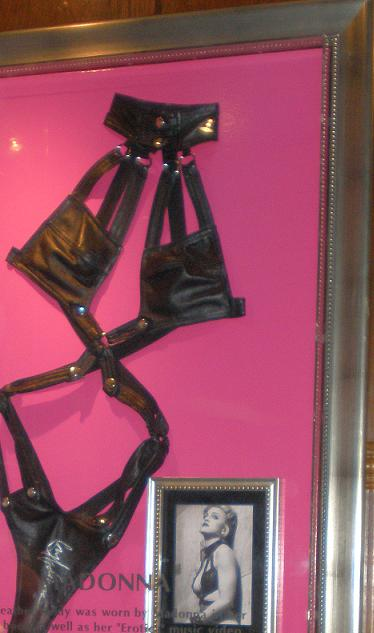
A imagem mostra a corda de couro usada por Madonna no livro Sex, bem como no vídeo musical de "Erotica". Abaixo da corda, uma imagem do livro também pode ser vista.

Envolvido e selado em uma folha de Mylar constituída por politereftalato de etileno, Sex contém 128 páginas e é encadernando em espiral com uma tampa de alumínio que tem a palavra "Sex" estampada no meio e uma etiqueta de aviso. A primeira página também mostra Madonna contra um céu azul fundo. Foram utilizados três tipos diferentes de papel para a impressão de Sex, e o projeto foi supervisionado por Madonna e pela Baron & Baron Inc. — constituído por Fabien Baron e o fotógrafo Siung Fat Tjia —, que já havia colaborado com a cantora, projetando a arte da capa de seu quinto álbum de estúdio, Erotica. Como este foi o primeiro projeto lançado pela Maverick, a embalagem foi crucial. Entretanto, Madonna não tinha fé no processo de publicação de "mercado em massa", sugerido pela Warner Books. Com isto, Baron sugeriu a artista de transferir o trabalho de embalagem para a Callaway Editions, concebida por Nicholas Callaway. Charles Melcher, co-editor do livro, disse que eles normalmente faziam "livros de arte requintados, com apenas 100 dólares fazíamos coisas bonitas e de alta qualidade". Foi um desafio para eles transformar as ideias de Madonna em realidade. A artista queria que a embalagem fosse selada, para que o leitor a rasgasse e começasse a ler o livro. Eles consideraram vários tipos de grampos antes de conceber a do saco selado, cuja ideia faz referência a um pacote de preservativos. A tampa de metal foi ideia de Madonna, que se inspirou no álbum Metal Box (1979), da banda pós-punk Public Image Ltd.. Melcher recorda: "Nós estávamos falando sobre materiais para a tampa, e fomos para a cozinha. [Madonna] apontou para a placa de metal na parte de trás de seu fogão e disse: 'Eu quero algo assim'. Fiquei muito impressionado com a forma como ela interage com o seu mundo de coisas originárias". A empresa comprou cerca de 1.500.000 libras (680.000 kg) de alumínio, sendo uma libra para cada livro. Os designers tiveram de fazer as tampas frontais e traseiras, e enquanto as fazia, eles estamparam e ionizaram o metal.
O livro abre com a introdução: "Tudo o que você está prestes a ver e a ler é uma fantasia, um sonho, faz-de-conta". Ao longo do livro, Madonna oferece poemas, histórias e ensaios. Ela também usa o pseudônimo "Mistress Dita", como uma homenagem à atriz alemã Dita Parlo; seus amigos nestas histórias são Bunny, Dex, Stella, Chiclet e Stranger. Segundo o biógrafo J. Randy Taraborrelli, uma grande parte do livro é lida como uma carta para uma revista pornográfica. Como um agradecimento por recuperar as fotos roubadas durante a produção do livro, Madonna menciona o FBI nos créditos de Sex: "(...) resgatando fotografias que fariam J. Edgar Hoover rolar". Madonna também queria explorar a noção de poder em Sex. Melcher disse que a artista queria falar sobre coisas "suaves e duras e macias e violentas [em Sex]. Ela jogou fora todos esses elementos no livro, que se refletiu nos materiais: (...) Papel não revestido, macio por dentro e revestido por metal duro do lado de fora".
Assim como o texto do livro — que foi escrito em cima de fotografias na maior parte do livro —, as fotografias do livro de texto são altamente sexuais e retratam a nudez, simulações de atos sexuais, a escravidão, a homossexualidade e sexo anal com acessórios como facas, chicotes, máscaras e correntes, embora atividades sexuais nunca serem mostradas. Além de modelos desconhecidos, Sex apresenta participações especiais da atriz Isabella Rossellini, dos rappers Big Daddy Kane e do então namorado de Madonna Vanilla Ice, da modelo Naomi Campbell, do ator pornô gay Joey Stefano, do ator Udo Kier,  da socialite Tatiana von Fürstenberg e da dono de boates Ingrid Casares; no entanto, as fotos heterossexuais do livro envolvem apenas Madonna e Vanilla Ice. A própria Madonna aparece no livro parcialmente ou completamente nua. Uma das fotografias mais famosas do livro mostra Madonna pedindo carona completamente nua em Miami. O livro também reflete uma grande parte da perspectiva de Dita sobre a sua própria sexualidade. Dita escreve em Sex que o seu "bichano" é um templo de aprendizagem e que expô-lo é realmente uma homenagem a ele ("É difícil descrever o cheiro. É como um bebê que me refresca e que enche a vida. Eu amo a minha vagina, é o somatório completo da minha vida"). Sex contém declarações como "transar com o traseiro é a maneira mais agradável de transar, e também dói mais". Outras declarações incluem "aqui tem algo reconfortante em ser amarrado. Gosto quando você era um bebê e sua mãe o amarrava no assento do carro. Ela queria que você fosse salvo. Foi um ato de amor", e "Eu não gostaria de ter um pênis. Seria como ter uma terceira perna. parece uma engenhoca que iria ficar no caminho. Acho que tenho um pênis no meu cérebro". Em Sex, Dita também aponta que "São muitas pessoas que têm medo de dizer o que querem. É por isso que elas não conseguem o que querem". O livro inclui a perspectiva de Madonna sobre pornografia:
| “ | Eu não penso que um cara olhando para uma menina nua em uma revista seja degradante para as mulheres. Todo mundo tem sua sexualidade. O que vale é como você trata as pessoas na vida cotidiana, não o que você acende na sua fantasia. Se uma pessoa nunca saiu em filmes pornográficos, eu diria que ela seja, provavelmente, sexualmente disfuncional, mas eu não acho que não seja saudável se interessar por isso ou sair com isso. Eu não estou interessada em filmes pornôs, pois todos [nos filmes pornográficos] são feios, [eles] fingem e [isso] é bobagem. Eles me fazem rir, eles não me excitam. Um filme como O Império dos Sentidos me excita, porque é real. Eu tenho dito que há bons filmes de Traci Lords, mas eu nunca os assisti. Eu não gostaria de assistir a um filme rapé. Eu não gostaria de assistir qualquer um que ficasse muito ferido [nos filmes], seja do sexo masculino ou feminino. Mas geralmente eu não acho que a pornografia degrada as mulheres. As mulheres estão fazendo isso porque querem. Ninguém está segurando uma arma para sua cabeça. Eu não entendo essa coisa toda. Eu adoro olhar para a revista Playboy, porque as mulheres ficam muito bem nuas. | ” |

## Lançamento e divulgação
A visualização inicial do livro foi recebida com uma enorme controvérsia, uma vez que mostrou Madonna nua usando um rabo de coelho, raspando os pelos pubianos de um homem nu, e brincando ao ar livre com um cão, o que sugere a bestialidade. O Vaticano exortou seu povo a boicotar o lançamento, dizendo que era "moralmente intolerável". As autoridades aduaneiras indianas disseram que o livro ofendia a moral pública do país. A Press Trust of India (PTI), agência de notícias da Índia, citou um funcionário da alfândega, dizendo que o livro seria apreendido em uma seção da entrada da lei aduaneira, proibindo a literatura indecente. Os cidadãos de Alexandria, na Virginia, apresentaram uma queixa com o departamento de polícia da cidade em nome de um grupo chamado Rapides Parish Chapter of American Family Association, alegando que ele violou as leis anti-obscenidade da Louisiana. Batistas sul-estadunidenses não queriam suas Bíblias saindo das as mesmas máquinas de impressão junto com o livro Sex e ameaçou parar de fazer negócios com uma impressora de Chicago. A escola Baptist Sunday School Board, uma divisão da Convenção Batista do Sul, revisou a verba de 2,1 milhões dólares (3.529.215 de dólares em 2014) do contrato de impressão com RR Donnelley & Sons. James Draper, presidente da escola, disse que estava furioso por Donnelley ter impresso "um livro obsceno". O tablóide Entertainment Tonight informou que Madonna havia iniciado a confusão com o conteúdo explícito expresso no vídeo musical de "Erotica", andando com os seios expostos em um show de moda do designer de Jean Paul Gaultier e posando nua na revista Vanity Fair. Um escritor do The Sacramento Bee disse que desde que a imprensa queria "controvérsia", Madonna estava disposta a fornece-los "forragem" com suas "antiguidades".
Madonna disse que ela estava "fazendo isto para libertar a América — libertar todos nós de nossos declives"; ela também revelou em uma carta que "Este livro não tolera práticas sexuais de risco". Nicholas Callaway, da Callaway Arts & Entertainment, disse que o livro "foi e, inevitavelmente, será controverso. O livro explora todos os aspectos da fantasia sexual. É difícil calcular o efeito, [mas], Sex deve ser considerado 'arte'". Inicialmente, dizia-se que a Time Warner estava nervosa sobre o lançamento do livro; no entanto, em uma entrevista à Vanity Fair, William Sarnoff, presidente da Warner Books, disse que sentiu que Madonna "deve buscar todas as possibilidades de como ela define a criatividade". A companhia da Warner também já tinha a certeza de que eles iriam se certificar de que Sex atingiria seu principal público-alvo, e também lembrou que o livro foi embrulhado com segurança em um saco de Mylar para evitar que as lojas o espiassem e continha uma etiqueta de aviso. Michael Kilian, do Chicago Tribune, publicou um artigo datado de 7 de outubro de 1992, sobre o lançamento do livro: "Prepare-se. (...) O grande evento do milênio ocorrerá precisamente daqui a duas semanas. É um evento muito mais importante do que a eleição de novembro, o colapso do comunismo, ou mesmo a coroação de Leanza Cornett como a nova Miss América". Kilian também descreveu-o como o "livro de fantasias sexuais e pessoais em toda a cristandade e, em seguida, ele vai muito além de todas as anteriores imagens sexuais e pessoais 'verdadeiramente torcidas', talvez além de todos estarem imaginando o que esse livro poderia ser".
Em 15 de outubro, Madonna deu uma pequena festa de pré-lançamento na Industria Superstudio da cidade de Nova Iorque, e assinou todos os convites do evento sob sua personalidade alternativa "Dita", usada no livro Sex. Durante a festa, Madonna apareceu vestido como uma Little Bo Peep, carregando um grande cordeiro de brinquedo. Liz Rosenberg, assessora de Madonna, mostrou preocupação, questionando "o que os pais de adolescentes impressionáveis da América vão estar pensando em breve", mas depois disse que "tudo depende da sua ideia de fazer amor, que no caso de Madonna, deve dar um novo significado para a palavra 'erótica'". As editoras Waldenbooks e Barnes & Noble preparam declarações que diziam que os gerentes poderiam compartilhar com os clientes que estão ofendidos com Sex. Ambas as afirmações defenderam o direito para livrarias oferecerem "diversidade e escolha" aos clientes, e dizia que a censura não é o papel das livrarias. Muitas livrarias, também afirmaram que o livro não seria vendido para menores de 18 anos e que seria apenas para exibição atrás da caixa registradora. David Epstein, proprietário da Bookstore, afirmou: "O sentimento da maioria das pessoas que encomendaram o livro é que Madonna é algo especial, que esta é a arte de vanguarda. (...) Eles não são o tipo de pessoas que estão comprando porque acham o livro e suas imagens sujas e obscenas. As pessoas estão interessadas em arte".
Sex foi finalmente lançado em 21 de outubro de 1992 pelas editora Callaway e Warner Books. Foi também o primeiro trabalho lançado pela Maverick, empresa de Madonna. Para acompanhar o lançamento do projeto, foi disponibilizado juntamente ao livro uma revista de quadrinhos e um single promocional contendo uma versão reduzida da faixa "Erotica", intitulado "Erotic". O livro foi lançado por Madonna praticamente em conjunto com seu quinto álbum de estúdio, Erotica, que foi lançado lançado um dia antes. Com uma tiragem inicial de um milhão de exemplares em sua primeira edição, disponibilizada em cinco continentes e em cinco idiomas, o preço do livro era de 50 dólares (84 dólares em 2014) no varejo, fazendo de Sex um "livro visual caro". No entanto, o livro conseguiu quebrar recordes em relação ao número de cópias pré-encomendadas antes do lançamento. Nicholas Callaway apontou que o livro foi um sucesso sem precedentes, pois a tiragem de um livro artístico varia entre 5 e 10 mil unidades. Ele descreveu-o como "o maior lançamento inicial de qualquer livro ilustrado na história editorial".
Devido ao alto escândalo e a controvérsia em torno do livro, Madonna não precisou divulga-lo. Contudo, uma das poucas divulgações do livro por parte de Madonna foi aparecer na capa da edição de outubro da revista Vogue, onde ela apareceu vestida de forma Hippie. Estas fotografias foram tiradas por Meisel. Depois que o livro foi lançado, a MTV exibiu um especial em 22 de outubro de 1992, chamado A Day in Madonna. (O título deste especial foi um trocadilho com o título do programa diário A Day in Rock, também do canal) Apresentado por Kurt Loder, o especial apresentou o lançamento de Sex e do álbum Erotica e levou o livro para as ruas para permitir que as pessoas o vissem, incluindo um terapeuta sexual e um grupo de dominadoras de Nova Iorque dominadoras. A MTV também entrevistou muitas pessoas que tinham visto o livro no dia de seu lançamento na loja musical HMV, localizada em Nova Iorque. Em comemoração ao lançamento do livro, a loja realizou um concurso de sósias da cantora e montou um estante onde as pessoas pudessem ver o livro por um minuto sob o custo de um dólar. Todos os dólares arrecadados foram movidos para a Lifebeat, organização da indústria musical fundada para ajudar pessoas soropositivas da AIDS.

## Recepção

### Crítica
"Eu não acho que o sexo seja ruim. Eu não acho que a nudez seja ruim. Eu não acho que estar em contato com sua sexualidade e ser capaz de falar sobre isso seja ruim. Acho que o problema é que todos ficam tão tensos sobre isso e transformam esse assunto em uma coisa ruim quando não é. Se as pessoas pudessem falar livremente, teríamos mais pessoas praticando sexo seguro, não teríamos pessoas que estão sendo abusadas sexualmente."

—Madonna comentando sobre a repercussão negativa do livro.
O livro recebeu negativação pela mídia especializada, por conservadores e por grupos feministas "anti-pornografia", devido às suas fotografias sexualmente explícitas, que muitos caracterizaram como "pornografia pesada". O biógrafo J. Randy Taraborrelli opinou que a maior parte do livro parece surpreendente e não chocante. Ele ridicularizou o conceito tão "infantil e impetuoso", em vez de um livro adulto. De acordo com ele, apesar de Madonna insistir que ela estava tentando desmistificar a sexualidade por completo, o autor acreditou que ela só queria publicar textos e imagens pornográficas e fugir com ela. O autor concluiu: "Ela estava sendo uma pirralha, não uma revolucionária". A autora Lucy O'Brien declarou que o livro foi um exercício arrojado, angustiante e frustrado, e apesar da tentativa de Madonna de invencibilidade, o livro apareceu como "um ato curioso de auto-destruição". "O efeito esmagador do livro é anestésico", queixou-se Rolling Stone. "As imagens são derivativas, e a própria Madonna parece demasiadamente ansiosa para chocar; isso, nem mesmo com a excitação lasciva, parece a resposta ideal que o livro incansavelmente procura. A potência do assunto de Sex é dissipado pelo congratulatório – e bobo – senso próprio de Madonna e Meisel de sua própria 'bravura', como se seus jogos mal-criados são, de algum modo, revolucionários".
Roger Catlin, da Hartford Courant, disse que as passagens do livro são "muito sujas para citar aqui, mesmo sendo as mais engraçadas". The Daily Beast disse que "o livro não é nem inovador (a ressalva de que ele possui uma grande estrela) nem particularmente sexy [...] Sex é convincente apenas quando é brincalhão, bem quando ela aparece nua em uma pizzaria de Miami, mastigando uma fatia de pizza enquanto um cliente perplexo olha. Em outro lugar, ela está simplesmente despida com nenhum lugar para ir". Richard Harrington, de The Washington Post, deu ao livro uma resenha mista, dizendo: "Sex é chocante? Não realmente. A maior parte [se deve] porque é Madonna, e de alguma maneira nós temos vindo a esperar isso dela. Sex é chato? Surpreendentemente, sim". Durante sua revisão do livro, o autor britânico Zoë Heller da The Independent escreveu que esta é "a mulher que uma vez viu Madonna como um modelo feminista e espirituosa que foi mais alarmista sobre sua última encarnação pornográfica" e que "previamente, disseram [que] Madonna jogou com uma imagem tradicional da sexualidade feminina em um caminho 'suberversivo' e 'empoderado'. Mas agora, com fantasias de estupro e sadomasoquismo, ela está indo muito longe".

### Comercial
Apesar da controvérsia, que incluiu o livro ser banido no Japão logo após seu lançamento, Sex provou ser um sucesso comercial, vendendo 150,000 cópias no seu dia de lançamento apenas nos Estados Unidos. Centenas de cópias do livro foram encomendadas, o que levou os vendedores a dizer que Sex estava "quebrando seus recordes de vendas para compras antecipadas". Uma semana depois, as vendas excederam 500,000 cópias e acabou no topo da lista de best-sellers do The New York Times. Giselle Benatar escreveu em seu artigo "Sex & Money", Sex é "o evento editorial do século". Um dia antes, Tyra Braden, do The Morning Call, escreveu que ela e alguns amigos concluíram que o livro "pode se tornar um item de colecionador daqui a alguns anos". O Sex vendeu 1,5 milhão de cópias em todo o mundo.

## Impacto social e repercussão

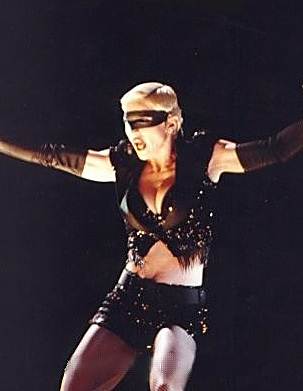
The Girlie Show World Tour enfrentou reações negativas de grupos conservadores, que consideraram a cantora imoral.

Apelidada de "rainha da obscenidade" na época, Madonna e a era do Sex são consideradas por muitos como seu período mais controverso e transgressor. O livro, embora amplamente divulgado pela imprensa, é considerado um dos fatores que moldaram a reação social e as críticas de Madonna durante o início dos anos 90. Seu quinto álbum de estúdio, Erotica, foi afetado pela repercussão negativa em torno do livro. Em março de 1993, Spin escreveu um artigo elogiando o livro. Meses mais tarde, no México, comunicólogo sociais Nino Canun dedicou um episódio de sua manhã talk show ¿Y usted qué opina?, Para Madonna. Alguns membros da plateia, entre os quais um padre, apresentaram seus argumentos por que a turnê mundial Girlie Show de "essa cantora sem noção moral" não deveria ser permitida no México. Mais tarde, durante o show mexicano, em resposta a esses comentários, Madonna usava um sombrero charro e simulava uma orgia com seus dançarinos no palco.
Continuando seu trabalho provocador, Madonna estrelou o thriller erótico Body of Evidence, que mostra seu envolvimento totalmente nu em atos sexuais simulados. Em março de 1994, ela foi convidada no Late Show with David Letterman, fazendo uso de palavras de baixo calão e entregou a Letterman um par de roupas íntimas pedindo que ele sentisse o cheiro. O lançamento de seu filme, álbum e livro sexualmente explícitos, e a aparição controvérsia em Letterman levaram alguns críticos a ver Madonna como uma renegada sexual. Ela também enfrentou uma forte reação negativa de críticos e fãs que comentaram que "ela tinha ido longe demais" e que sua carreira estava entrando em declínio. Mais tarde, na música "Human Nature", de seu sexto álbum de estúdio Bedtime Stories  (1994), Madonna se refere à reação pública que o livro ainda estava recebendo dizendo "Eu disse algo errado? Opa, eu não sabia que não podia falar sobre sexo. Eu devia estar louca", assim como a frase "O que eu estava pensando?".
A deusa icônica perfeita de True Blue havia desaparecido. Da mesma forma que belezas dos anos sessenta, como Nico, Marianne Faithfull e Brigitte Bardot começaram a destruir sua beleza depois de serem famosas, exatamente o que elas as sentiam limitadas, Madonna aniquilou a dela. Dentro de alguns anos, ela deixou de provocar o flerte para uma exibição sexual desesperada. É irônico que, após o triunfo de Like a Prayer, ela atinja esse bathos. Ser loira novamente a levou na direção errada. Era como se no livro de sexo ela mostrasse o lado de baixo do sonho de Hollywood.— Lucy O'Brien, Madonna: Like an Icon, página. 254

Em Sex, é claro, [Madonna] estava dizendo exatamente o que ela queria, verrugas e tudo ... De fato, essa ideia de que ela estava escrevendo sua própria narrativa sexual foi talvez a parte mais chocante de todo o empreendimento. E embora tenha sido fácil criticar Sex, deve ser aplaudido por essa honestidade.

—Priya Elan discutindo o livro.
Madonna disse mais tarde: "Eu não diria que me arrependo. Eu cometi erros e aprendi com eles. A maioria das pessoas quer me ouvir dizer que eu me arrependo de publicar meu livro de sexo. Eu não. O problema foi liberar meu álbum Erotica ao mesmo tempo. Adoro esse álbum e ele foi esquecido". No entanto, o autor Andy Koopmans em seu livro Madonna (2002) escreveu que ela se arrependia de publicar Sex e gravar Erotica, dizendo que o livro "afetou tudo o que fez mais tarde". Em 2003, Madonna disse: "Não estou me desculpando de nenhuma forma ou maneira. [...] Eu estava interessada em apertar botões e ser rebelde, travessa e tentar quebrar as regras. Havia muita ironia no livro Sex e estou zombando de muitas coisas e estou sendo meio boba e adolescente e estou sendo muito você, se um homem consegue, eu consigo". Um ano antes, Naomi Campbell disse que "tinha muito respeito por Madonna ser ousada o suficiente para publicar um livro sobre sexo. Eu nunca renunciei a isso".
Em 2009, o rapper Vanilla Ice, que era namorado de Madonna na época, confessou estar descontente com o livro quando o viu. "Meus amigos ficaram tipo 'Cara, isso é legal', mas eu fiquei tipo 'Estou namorando ela, não é legal ver sua namorada com todas essas outras pessoas' [...] Isso arruinou a coisa toda Eu me pergunto o que seus filhos pensam desse livro. Aqui ela está escrevendo livros infantis agora, mas eles vão vê-lo e dizer: 'Mamãe, o que você estava pensando?'". Outra das modelos do livro, atriz Isabella Rossellini, disse ao Out, que ela se arrependeu de sua participação: "Não acho que o livro tenha funcionado, mesmo que as fotos tenham sido extraordinárias e algumas delas bastante memoráveis. Acho que havia um tipo moralista de 'eu vou te ensinar como ser livre!' - e isso me incomodou demais".
Revisões posteriores de Sex foram mais positivas. Os autores de The Porning of America: The Rise of Porn Culture, What It Means, and Where We Go from Here (2008) comentaram que "o livro é particularmente interessante na maneira em que, como muitas obras de Madonna, retrata o sexo em termos de dominação e poder". Jane Raphaely, editora-chefe da Cosmopolitan, elogiou o "comportamento liberado de Madonna no Sex [...] pelo fato de ela pegar todas as formas de pornografia e desmistificá-la sistematicamente, colocando-a sob seu controle", em um artigo no 1996. Brian McNair, autor de Striptease Culture: Sex, Media and the Democratisation of Desire (2002) elogiou esse período da carreira de Madonna, dizendo que ela tinha "elegância pornô" e que "o Sex é um fenômeno cultural de proporções globais" que "estabeleceu seu status icônico e influência cultural". Priya Elan, do The Guardian, escreveu: "Que o livro sobre sexo veio depois de um álbum e uma turnê recordes pareceu uma bola curva encolhida. Mas Madge estava expressando algo único". Elan sentiu que o livro fazia parte de uma "revelação mais lenta que começou com faixas confessionais como 'Oh Father' (de Like a Prayer de 1989) 'e continuou com as muitas cenas de narcisismo capturadas no [documentário] In Bed With Madonna".

## Legado
Vários escritores consideram o sexo uma obra de arte ousada, pós-feminista, além de ser rotulada como "livro cultural". Martin Amis, do The Observer, escreveu um ensaio discutindo o significado cultural do livro. O teórico crítico Douglas Kellner afirmou que com o sexo "Madonna se tornou ela mesma, um artefato da cultura pop". O escritor acadêmico francês Georges Claude Guilbert (autor de três livros sobre Madonna) descreveu o Sex como uma das cenas publicitárias mais bem-sucedidas da história, enquanto Russell W. Belk, autor do Handbook of Qualitative Research Methods in Marketing, considera que seu sucesso foi um produto do marketing. Apesar do feedback negativo. as vendas de ambos os álbuns e Sex geraram mais de US$ 500 milhões (US$ 910,96 milhões de dólares de 2019) para a Time Warner e Madonna em 1992. Taraborrelli comentou em seu livro Madonna: An Intimate Biography que os amigos da cantora sabiam o livro e seu comportamento eram uma barreira para protegê-la do mundo. Ela estava cansada do extremo escrutínio do público e da mídia que provocara. Irritada, Madonna revidou criando a persona de um renegado, alguém tão ultrajante a ponto de desafiar uma explicação que alguém considerou censurável pela maioria das pessoas. Taraborrelli disse que, na visão de Madonna, "ela não tinha outra maneira de revidar".
De acordo com alguns autores, Sex também ajudou a Madonna fazer um nome na indústria pornô, e lhe rendeu o título de primeira embaixadora cultural do BDSM e o fez ganhar o seu louvor para a recriação de 'pornô-chique'. Humberto Quiroga Lavié apontou porque o Sex era considerado pornográfico que o ajudou a se tornar um  bestseller. Steve Bachmann, em seu livro Simulating Sex: Aesthetic Representations of Erotic Activity, apontou que "talvez um dos aspectos mais interessantes do fenômeno sexual de Madonna seja a extensão em que seu livro marcou um novo limiar na franquia pornográfica". McNair escreveu em seu livro que "o Sex trouxe o underground pessoal à superfície da cultura pop". A crítica de arte londrina Sarah Kent escreveu no Time Out, que o momento do Sex era "impecável".

"Há muitas pessoas de mente estreita. Se eu posso mudar a maneira como 1/100 delas pensam, então consegui algo".

—Madonna
O sexo também se tornou um livro importante na comunidade LGBT. Ben Shapiro , autor de Porn Generation: How Social Liberalism Is Corrupting Our Future, escreveu que, devido ao seu status icônico "O sexo adorna as mesas de café de centenas de gays e bancos de esperma". Mark Blankenship , do site voltado para LGBT, New Now Next, disse que "a literatura mudou para sempre" com a publicação de Sex. O retrato de Madonna de cenas de amor lésbico no livro provocou debates sobre sua própria orientação sexual.. Isso era um complemento ao relacionamento público da cantora com a comediante Sandra Bernhard, com quem ela visitou boates lésbicas e festejou. A comunidade LGBT achou que era um retrato importante para eles. Eles debateram se Madonna os estava "roubando" para publicidade. Carolin Grace, da Diva, disse: "Madonna se tornou significativa no início dos anos 90, quando o sexo saiu, e nesse ponto a cultura lésbica estava realmente mudando". Ela achava que as mulheres estavam divulgando sua sexualidade e o manuseio do livro sobre a questão do tabu era "um legado, nossa contribuição para o show", enfatizando "[as] referências sub-culturais lésbicas emprestadas por Madonna não são nossas apenas posses". O'Brien argumenta em seu livro Madonna: Like an Icon, o livro tinha uma filosofia confusa. Segundo as críticas femininas, que apontaram o vazio das observações de Madonna sobre pornografia e abuso, a cantora não entendeu que por trás das fantasias a "realidade é muito difícil" para uma mulher suportar, referindo-se às agitações diárias que as mulheres precisam enfrentar em distritos da luz vermelha e bordéis. O autor sentiu que, apesar da premissa corajosa da exploração genuína do sexo queer, o livro passou para a pornografia e foi um retrato errado para a comunidade, embora fosse irreverente e comercial. Ela usou o exemplo da morte do ator pornográfico Joey Stefano, um dos modelos do livro, de uma overdose de drogas. Stefano ficou emocionado por fazer parte do livro, mas foi mal pago. Quando Madonna e sua equipe terminaram as filmagens, "eles fizeram as malas e deixaram o Gaiety ... Eles deixaram para trás a realidade mundana e os meninos que precisam lidar com isso sete dias por semana". Em 2017, Matthew Jacobs, do HuffPost, escreveu que era "uma audaciosa tese, calculada o suficiente para irritar as pessoas, mas aparentemente o suficiente para manter a integridade artística. Ninguém hoje ousaria imitá-la", chamando de "a mais radical carreira que uma estrela pop já fez".